# Barotrauma
Barotrauma je povreda šupljih organa i tkiva, uzrokovana razlikom pritiska između gasom ispunjenih prostora u telu i vazdušnog ili vodenog prostora oko tela, u toku uspona ili silaska u tom prostoru.
Barotrauma se obično događa u vazdušnim prostorima unutar tela kod; podvodnog ronjenja, u toku sletanja ili poletanja kod putničkih i drugih aviona, u hiperbaričnim i hipobaričnim komorama ( za vreme lečenja i boravka u njima), za vreme radova u kesonima, presurizovanim tunelima, rudnicima i podmoričarstvu (za vreme obuke „slobodnog izronjavanja“).

## Patofiziologija
Do oštećenja u organima ispunjenim vazduhom dolazi jer sa promenom pritiska u prostoru oko tela nastaje i promene pritiska gasa u unutrašnjim šupljinama tela. Ako uzmemo za primer količinu gasa od 1 litra na nivou mora, u dubini od 10 metara volumen tog gasa biće sabijen na svega 0,5 litara, u dubini od 30 metara na 0,25 lit, a na dubini od 70 metara 0,12 litara.
Ove promene odvijaju se prema: Bojl-Mariotov-om zakonu koji je jedan od zakona gasova, a primenljiv je na gasovita tela koja se ponašaju približno kao idealni gasovi.
| Bojl-Mariotov zakon: - Na konstantnoj temperaturi i nepromenjenoj količini gasa, proizvod pritiska i zapremine je konstantan. - Koliko puta povećamo pritisak toliko puta ćemo smanjiti zapreminu gasa i obratno. - Procesi koji se dešavaju na konstantnim tempreraturama su izootermski procesi. |

Kako bi se suprotstavio promeni, naš organizam tokom povećanja pritiska u spoljnoj sredini, smanjuje volumena gasa u vazduhom ispunjenim šupljinama tela, da bi tokom pada pritiska u sredini koja ga okružije, došlo do rasta pritiska i povećanja volumena gasa u unutrašnjim vazdušnim šupljinama, uz njegovo nastojanje da nakon uspostavljene ravnoteže višak vazduha uklone u spoljnu sredinu. Ukoliko postoji bilo kakav prepreka eliminaciji viška vazduha, on ostaje zarobljen u telesnim šupljinama što uzrokuje oštećenje okolnog tkiva.

## Vrste barotrauma
Organi ili tkiva kod kojih nastaju lakša ili teža barotraumatska oštećenja su;
- Srednje uvo ( Aerootitis med. ),[6][2]
- Paranazalni sinusi ( Aerosinusitis )[2]
- Pluća[7] ( Pneumotorax )
- Oči[7] (zbog promene pritiska vazdušnog prostora unutar maske za ronjenje),[8]
- Koža[7] (kod upotrebe ronilačkog odela, između njega i kože ronioca stvara se vazdušni prostor koji je podložan promeni pritiska)
- Kosti (bolne nekroze kostiju nastaju nakon više dana, od izlaganja promeni barometarskog pritiska)[9]
- Zubi ( Barodontalgija )[10]

- Najčešće vrste barotrauma koje se sreću u kliničkoj praksi
- Pneumotoraks
- Potkožni emfizem
- Aerosinuzitis
- Barotrauma uva
- Barodontalgija
- Barotrauma oka

## Ronilačka barotrauma
Barotrauma pluća
Barotrauma pluća kod Skuba ronioca  može nastati zbog promene pritisaka u plućima u toku izronjavanja. Sa izronjavanjem visok pritisak gasa u plućima se smanjuje, zbog snižavanja okolnog pritisaka, što uzrokuje širenje gasa i porast pritiska u plućima i grudnom košu. Ukoliko se u fazi izronjavanja ne izjednači pritisak u plućima, sa ambijentalnim, (izbacivanjem viška gasa), može nastati pucanje plućnog tkiva.
Kad se pritisak u plućima uveća, kod ronioca se javlja bol u grudnom košu koji ga upozorava, da pravovremeno spreči nastanak barotraume. Ako pritisak vazduha u plućima i dalje raste i premaši vrednost od 10-13 kPa ( u proseku 10,7 kPa ) u odnosu na spoljašnji pritisak, on neće samo izazvati ruprturu zdravog plućnog tkiva već i arterijsku gasnu emboliju, praćenu pojavom vazduha u plućnom intersticijalnom prostoru, odnosno u prostoru oko krvnih sudova pluća, koji uzrokuje plućni intersticijalni emfizem. Iz ovog prostora gas dalje može prodreti kroz plućne hiluse i medijastinum (sredogruđe) i zazvati medijastinalni emfizem, a odatle u pleuralnu i perikardijalnu šupljinu i trbušnu maramicu.
Intersticijalni emfizem, vrši pritisak na male krvne sudove pluća izazavijući porast pritiska u plućnim arterijama, što ima za posledicu izlazak tečnosti u intersticijalne prostore i pojavu alveolarnog edema (otoka) pluća što još više pogoršava protok u plućnoj cirkulaciji i pogoduje nastanku hipoksije u organizmu.
Potpomognut ovim promenama gas prodire u venski sistem pluća zatim preko srca u arterijsku cirkulaciju koja mehuriće gasa dalje raznosi po telu. Zbog vertikalnog položaja tela ronioca pri izronu, mehurići gasa se najčešće zaustavljaju u mozdanoj cirkulaciji, ali se mogu naši i u srčanim i drugim krvnim sudovima i srcu.

Na nastanak barotraume pluća utiče zadržavanje daha u toku izronjavanja jer se gas u plućima zadržava na povišenom pritisku u sabijenom stanju, a zatvorena glasnica (glotis), sprečava da se sa gas, snižavanjem pritiska u toku izrona širi i izbacuje van organizma, kako bi pluća postigla prvobitni volumen pre početka ronjenja.
| - Problem nastaje, samo ako ronioca uhvati panika za vreme ronjenja, zbog koje on nepravilno diše i grčevito zatvara glasnicu (glotis). - Zatvaranjem glasnice (glotisa), ronilac sabijeni vazduh u toku zarona, zadržava u plućima do površine vode. - Što izaziva širenje vazduha, (koje je veće od plućnog volumena), i može dovesti do pucanja zida alveola i prodora vazduha u pleuralnu šupljinu |

Naročito opasno za nastanak barotraume pluća, može biti pokušaj podmorničara da naglo izrone iz havarisanih podmornica bez zaštitne ronilačke opreme.
Barotrauma pluća može nastati i kada ronilac izgubi kontrolu nad ronilačkom opremom pa mu se odelo toliko napuni vazduhom da ronioca velikom brzinom izbaci na površinu.
Barotrauma očiju
Barotrauma očiju nastaje kada ronilac tokom ronjenjenja ne kompenzijuj pritisak unutar maske sa površinskim pritiskom. Zbog vakuuma koji tom prilikom nastaje, krv se izvlači iz očne jabučice i nakuplja u konjuktivi sve dok se ponovo spontano ne apsorbuje. Iako ova povreda može potrajati i više od dva meseca, ona nije bolna.
Kod ove povrede oko je krvavo, sjajno a krv se sporo apsorbuje uz postepenu promenu boje konjuktive i očne jabučice.

## Barotrauma u toku letenja

### Barotraumatske smetnje u toku letenja
Kabinski pritisak u toku leta, u kabinama vazduhoplova, održava se na pritisku koji obezbeđuje potreban komfor pilotima i putnicima aviona. Komforni pritisak vazduha u kabini vazduhoplova se tokom leta održava kompresorima i ekvivalentan je atmosferskom pritisaku na nadmorskoj visini od 1.500 do 2.000 metara iznad mora.
Obzirom na činjenicu da postoji razlika u pritisku vazduha na nivou mora i na nadmorskoj visini, u toku uspona ili sletanja aviona mogu se javiti bolovi u
ušima, sinusima, zubima.
Da bi se uklonile ove bolne senzacije za vreme leta avionom može se primeniti:
- Valsalva manevar;
- Sisanje bombona;
- Gutanje pljuvačke;
- Ispijanje vode u manjim gutljajima;
- Žvakanje žvakaće gume

### Barotrauma u eksplozivnoj dekompresiji aviona
Za vreme letenja može nastati i najteži oblik barotraume, ( plućna barotrauma), uzrokovana eksplozivnom dekompresijom, i narušenom presurizacijom kabinskog prostora vazduhoplova,i kosmičkih letjelica zbog:
- kvara pogonske grupe i kompresora aviona
- mehaničkog oštećenja avionske kabine (meteoritima, eksplozivnim napravama, komadima leda itd)
- otmica aviona od strane terorista praćena upotrebom vatrenog oružja i eksplozivnih naprava
- grešaka u održavanju vazduhoplova.

Posledice ove barotraume identične su kao kod ronilačke barotraume.
| Eksplozivna dekompresija kabine putničog aviona Aloha-Airlines-Flug 243 Film - Hanging By A Thread Part 1 - Air Crash Investigation/Mayday |

## Blast barotrauma
Eksplozivna ili blast barotrauma nastaje zbog dekompresije izazvane dejstvom jakog vazdušnog talasa u toku eksplozije. Pojava nagle razlika u pritisku između unutrašnjosti organizma i spoljne površine tela uzrokuje povrede unutrašnjih organa ispunjenih vazduhom, kao što su pluća, gastrointestinalni trakt i uvo. Povreda pluća može nastati i za vreme brze dekompresije u drugim uslovima ali je rizik od oštećenja manji, nego kod dekompresije izazvane eksplozijom.

## Barotrauma izazvana ventilacijom pluća
Mehanička ventilacija pluća koja se koristi u reanimaciji bolesnika kod raznih vrsta bolesti može dovesti do barotraume pluća. Kako bi se u aparatima obezbedila ventilacija ona je povezana sa promenom brzine dovoda gasa a samim tim i promenom pritiska, te u slučaju bilo kakvih propusta u radu može nastati ruptura alveola i pojava pneumotoraksa, plućnog emfizema, prodora vazduha u medijastinalni prostor (pleuromediastinum). Tenzioni pneumotoraks u jedinicama intenzivne nege relativno je česta pojava kod bolesnika na mehaničkoj ventilaciji, kao posledica barotraume. Učestalost javljanja je veća od 25% kod bolesnika na mehaničkoj ventilaciji sa rizikom rasta kod dužeg trajanja ventilacije. Smrt neposredno izazvana barotraumom pluća javlja se u 13−35% slučajeva.

## Faktori predispozicije za nastanak barotraume
Često se nalazi međusobna veza između izlaganja pritisku i prethodno postojećeg oboljenja pluća, sinusa, uva i drugih organa i tkiva ispunjenih vazduhom. To objašnjava i činjenicu zašto identične vrednosti poritiska gasa kod nekog dovode do barotraume a kod drugih ne.
- Bolesti pluća, sinusa, uva
- Sistemske bolesti
- Aspiracija stranog sadržaja
- Plućni edem
- Endotoksemija
- Malnutricija (loša ishrana)
- Životna dob /starost
- Više uzastopnih izlaganja povišenom pritisku u jednom danu
- Pothlađivanje (hipotermija)
- Zloupotreba alkohola, lekova, psihoaktivnih supstanci (droga)

## Preventiva i lečenje
Barotraumtske povrede se mogu izbeći primenom jednostavnih mera prevencije. Prevencija nesreće počinje sa dobrim fizičkim priprema, ronilačkim ispitom i dobrom psihološkom pripremom pre ronjanja, kako bi se sprečila sklonost ka panici, što ima za krajnji cilj sprečavanje zadržavanje daha pri Skuba ronjenju.
- Stanje ronilačke opreme: kvalitetna opreme i pomoćna sredstava koja se koriste u ronjenju, i njeno pravilno i redavno održavanje su od velike važnosti jer kvalitetna oprema omogućava visok stepen zaštite samog ronioca od mogućih neželjenih efekata.
- U toku silaska ( porasta pritiska ): kod ronilaca, kesonskih radnika i bolesnika u toku faze kompresije u barokomorama[2] spuštatanje mora biti lagano kako bi se produžilo vreme potrebno za izjednačavanje unutrašnjeg i spoljašnjeg pritiska. Ako je moguće, npr.kod začepljenja sinusa ili eustahieve tube, mora se zaustaviti dalji silazak ili otkazati ronjenje, rad u kesonima ili lečenje u barokomorama kako bi se obezbedila noramlizacija stanja i sprečila pojava barotraume.
- U toku uspona ( snižavanje pritiska ) : kod poletanja vazduhoplova kod pilota, izronjavanja kod ronilaca, izlaska iz kesona kod kesonskih radnika ili faze dekompresije u toku lečenja u barokomorama,[2] kod osoba sa tegobama treba ovaj proces usporiti da bi se izbegla pojava otoka pa čak i eksplozija šupljih organa ispunjenih vazduhom.
- Zabrana ronjenja i letenja: Nakon barotraume u ušima ili plućima ronilac/pilot ne bi trebalo da ponovo roni/leti dok se potpuno ne oporavi i sanira sve poremećaja uz pomoć lekara.. U zavisnosti od težine povrede oporavak ponekad može potrajati mnogo meseci.
- Redovna kontrola zdravstvenog stanja ronilaca,pilota medicinskog osoblja koje radi u barokomorama. Obuhvata periodične lekarske preglede i preglede nakon svakog vanrednog događaja u ronjenju/letenju itd.
- Fiziološka trenaža u barokomorama.

Ronilačka barotrauma može se izbeći uklanjanjem bilo kakve nagle razlike pritiska gasa koja može delovati na tkiva ili organe i za tu namenu postoje različite tehnike:
- Provetravanje vazdušnog prostora u ušima i sinusima. Da bi sprečio rizik pucanja bubne opne, ronilac može koristiti valsalva manevar, kako bi višak vazduh u srednjem uvu preko eustahijeve tube izašao u predeo ždrela. Ponekad gutanja otvora eustahijevau tubu i ujednačava pritisak u ušima.

- Provetravanje pluća. Rizik od pneumothoraksa,( koji se obično naziva pucanje pluća od strane ronioca ), može se sprečiti izjednačavanjem pritiska, normalnim disanjem bez zadržavanja daha.

- Primena rekompresione barokomore. Barotraumatska dekompresiona bolest, u određenim slučajevima može biti tretirana u rekompresionim barokomorama, u kojima se pritisak gasa u telu vraća ne onaj koji je čovek imao pre nastanka prebrzog snižavanja pritisaka, a zatim u strogo kontrolisanim uslovima sprovodi se spora dekompresija do normalizacije zdravstvenog stanja ronioca. Međutim, barokomora može i uzrokovati barotraumu ako lica koja sprovode lečenje ne rade ispravno ili je zbog naglog pogoršanja zdravlja bolesnika, (u cilju ukazivanja prve pomoći ), izvršena nagla dekompresije barokomore.

- Zabrana ronjenja/letenja. Nakon barotraume u ušima ili plućima ronilac/pilot, putnik aviona ne bi trebalo da ponovo roni/leti dok se potpuno ne oporavi i sanira sve poremećaje uz pomoć lekara. U zavisnosti od težine povrede oporavak ponekad može potrajati mnogo meseci.

## Literatura
- Iakovlev, E. V.; Iakovlev, V. V. (2014). „Facial baroparesis: A critical differential diagnosis for scuba diving accidents--case report”. Undersea & Hyperbaric Medicine : Journal of the Undersea and Hyperbaric Medical Society, Inc. 41 (5): 407—9. PMID 25558550.
- Morgenstern, K.; Talucci, R.; Kaufman, M. S.; Samuels, L. E. (август 1998). „Bilateral pneumothorax following air bag deployment”. Chest. 114 (2): 624—6. PMID 9726756. doi:10.1378/chest.114.2.624.
- Khan, R. M.; Sharma, P. K.; Kaul, N. (август 2010). „Barotrauma: a life-threatening complication of fiberoptic endotracheal intubation in a neonate”. Paediatr Anaesth. 20 (8): 782—4. PMID 20670252. S2CID 44836843. doi:10.1111/j.1460-9592.2010.03360.x.
- Bond, J. P.; Kirschner, D. A. (април 1997). „Spinal cord myelin is vulnerable to decompression”. Mol Chem Neuropathol. 30 (3): 273—88. PMID 9165491. doi:10.1007/BF02815103.
- Ball, R.; Auker, C. R.; Ford, G. C.; Lawrence, D. (јул 1998). „Decompression sickness presenting as forearm swelling and peripheral neuropathy: a case report”. Aviation, Space, and Environmental Medicine. 69 (7): 690—2. PMID 9681377.
- Bove, A. A. (1998). „Risk of decompression sickness with patent foramen ovale”. Undersea Hyperb Med. 25 (3): 175—8. PMID 9789338.
- Germonpré, P.; Dendale, P.; Unger, P.; Balestra, C. (мај 1998). „Patent foramen ovale and decompression sickness in sports divers”. J Appl Physiol. 84 (5): 1622—6. PMID 9572808. doi:10.1152/jappl.1998.84.5.1622.
- Chang S, Shi J, Fu C, Wu X, Li S (2016). „A comparison of synchronized intermittent mandatory ventilation and pressure-regulated volume control ventilation in elderly patients with acute exacerbations of COPD and respiratory failure”. Int J Chron Obstruct Pulmon Dis. 11: 1023—9. PMC 4876677 . PMID 27274223. doi:10.2147/COPD.S99156 .
- Rahman ZU, Murtaza G, Pourmorteza M, El Minaoui WK, Sethi P, Mamdouhi P;  . (2016). „Cardiac Arrest as a Consequence of Air Embolism: A Case Report and Literature Review”. Case Rep Med. 2016: 1—4. PMC 5149638 . PMID 28003829. doi:10.1155/2016/8236845 .:8236845.
- Alkhankan E, Nusair A, Mazagri R, Al-Ourani M. Systemic Air Embolism Associated with Pleural Pigtail Chest Tube Insertion. Case Rep Pulmonol. 2016. 2016:4053748.

|  | Molimo Vas, obratite pažnju na važno upozorenje u vezi sa temama iz oblasti medicine (zdravlja). |